# Alsberg (Bad Soden-Salmünster)
Alsberg ist neben Ahl, Bad Soden, Hausen, Eckardroth, Katholisch-Willenroth, Kerbersdorf, Mernes, Romsthal, Salmünster und Wahlert ein Stadtteil von Bad Soden-Salmünster, im osthessischen Main-Kinzig-Kreis.

## Geographie

### Geographische Lage
Alsberg befindet sich auf einem Höhenrücken des nördlichen, zum Kinzigtal hin auslaufenden  Spessarts.

### Nachbargemeinden
Der überwiegende Teil des Ortes ist durch einen schmalen Streifen vollständig vom gemeindefreien Gutsbezirk Spessart umgeben, jenseits dessen erst Nachbarorte liegen. Es bildet somit, ebenso wie Mernes, eine Exklave der Stadt Bad Soden-Salmünster. Nur ein kleinerer, unbesiedelter Teil im Osten des Ortes grenzt an den Steinauer Stadtteil Seidenroth.
| Eckardroth Romsthal Wahlert | Marborn Steinau an der Straße               | Seidenroth |
| Salmünster                  | Kompassrose, die auf Nachbargemeinden zeigt | Marjoß     |
| Aufenau                     |                                             | Mernes     |

## Geschichte

### Mittelalter
Die in der Gemarkung gefundenen Reste alter Meilerplätze (auch Köhlerplatten genannt), deuten darauf hin, dass die Siedlung aus der Köhlertätigkeit der Bevölkerung hervorgegangen ist. Zu den Köhlern kamen vielleicht Glasmacher hinzu  bald entstand eine Rodungsinsel.
Die älteste bekannte schriftliche Erwähnung von Alsberg erfolgte unter dem Namen Eilersberg im Jahr 1313.
Die Herrschaft übten in der Gegend damals die Herren von Hutten aus.
Ortsname
Von einer ursprünglichen Form: Meilersberg ausgehend, die Bezug nimmt auf die in der Gegend häufig betriebenen Kohlemeiler, wandelte sich der Ortsname zu Eilerszberg. Später wurde es zu: „Alersberg (1345), Elsberg (1430), Allensberg (1457 Spessarter Försterweistum), Allentzberg (1514), Aildorff (1568) und Altsberg (1716), aus dem das heutige Alsberg abgeleitet wurde“.

### Neuzeit
Im Jahr 1540 wurde der Ort kurmainzisch und zunächst von Burgjoß aus verwaltet, später kam es zum Amt Hausen. Während der Napoleonischen Zeit wechselte die Herrschaft mehrfach, zwischen dem Fürstentum Aschaffenburg (1802), Fürstentum Fulda und Großherzogtum Frankfurt (1810), bis es schließlich, nach dem Pariser Frieden von 1814 zum Königreich Bayern kam. Als Folge des für Bayern verlorenen, preußisch-österreichischen Deutschen Krieges von 1866, fiel der Ort 1867 an Preußen und wurde dort dem Landkreis Gelnhausen zugeschlagen.

### Gebietsreform
Im Zuge der Gebietsreform in Hessen wurde die bis dahin selbständige Gemeinde Alsberg zum 1. Januar 1970 auf freiwilliger Basis in die damalige Stadt Salmünster im Landkreis Schlüchtern eingemeindet. Die Stadt Salmünster wurde am 1. Juli 1974 mit der Stadt Bad Soden bei Salmünster  und der Gemeinde Mernes kraft Landesgesetz zur neuen Stadt Bad Soden-Salmünster zusammengeschlossen. Für den Stadtteil Alsberg wurde ein Ortsbezirk mit Ortsbeirat und Ortsvorsteher  nach der Hessischen Gemeindeordnung eingerichtet.

### Einwohnerentwicklung

#### Einwohnerstruktur
Nach den Erhebungen des Zensus 2011 lebten am Stichtag dem 9. Mai 2011 in Alsberg 153 Einwohner. Darunter waren 6 (3,9 %) Ausländer.
Nach dem Lebensalter waren 30 Einwohner unter 18 Jahren, 57 zwischen 18 und 49, 39 zwischen 50 und 64 und 24 Einwohner waren älter.
Die Einwohner lebten in 69 Haushalten. Davon waren 24 Singlehaushalte, 15 Paare ohne Kinder und 21 Paare mit Kindern, sowie 9 Alleinerziehende und keine Wohngemeinschaften. In 9 Haushalten lebten ausschließlich Senioren/-innen und in 48 Haushaltungen lebten keine Senioren/-innen.

#### Einwohnerzahlen
| Quelle: Historisches Ortslexikon |                                    |
| • 1632:                          | 10 Haushaltungen                   |
| • 1668:                          | 05 Herdstätten 25 Personen         |
| • 1812:                          | 18 Haushaltungen mit 131 Bewohnern |

| Alsberg: Einwohnerzahlen von 1812 bis 2011 | Alsberg: Einwohnerzahlen von 1812 bis 2011 | Alsberg: Einwohnerzahlen von 1812 bis 2011 | Alsberg: Einwohnerzahlen von 1812 bis 2011 | Alsberg: Einwohnerzahlen von 1812 bis 2011 |
| --- | ------------------------------------------ | ------------------------------------------ | ------------------------------------------ | ------------------------------------------ |
| Jahr |                                            |                                            |                                            | Einwohner                                  |
| 1812 | 1812                                       |                                            | 131                                        | 131                                        |
| 1834 | 1834                                       |                                            | 256                                        | 256                                        |
| 1840 | 1840                                       |                                            | 255                                        | 255                                        |
| 1846 | 1846                                       |                                            | 243                                        | 243                                        |
| 1852 | 1852                                       |                                            | 232                                        | 232                                        |
| 1858 | 1858                                       |                                            | 235                                        | 235                                        |
| 1864 | 1864                                       |                                            | 230                                        | 230                                        |
| 1871 | 1871                                       |                                            | 231                                        | 231                                        |
| 1875 | 1875                                       |                                            | 218                                        | 218                                        |
| 1885 | 1885                                       |                                            | 210                                        | 210                                        |
| 1895 | 1895                                       |                                            | 197                                        | 197                                        |
| 1905 | 1905                                       |                                            | 179                                        | 179                                        |
| 1910 | 1910                                       |                                            | 185                                        | 185                                        |
| 1925 | 1925                                       |                                            | 217                                        | 217                                        |
| 1939 | 1939                                       |                                            | 223                                        | 223                                        |
| 1946 | 1946                                       |                                            | 397                                        | 397                                        |
| 1950 | 1950                                       |                                            | 379                                        | 379                                        |
| 1956 | 1956                                       |                                            | 303                                        | 303                                        |
| 1961 | 1961                                       |                                            | 294                                        | 294                                        |
| 1967 | 1967                                       |                                            | 392                                        | 392                                        |
| 1970 | 1970                                       |                                            | 416                                        | 416                                        |
| 1980 | 1980                                       |                                            | ?                                          | ?                                          |
| 1990 | 1990                                       |                                            | ?                                          | ?                                          |
| 2000 | 2000                                       |                                            | ?                                          | ?                                          |
| 2011 | 2011                                       |                                            | 153                                        | 153                                        |
| Datenquelle: Historisches Gemeindeverzeichnis für Hessen: Die Bevölkerung der Gemeinden 1834 bis 1967. Wiesbaden: Hessisches Statistisches Landesamt, 1968. Weitere Quellen: LAGIS; Zensus 2011 |                                            |                                            |                                            |                                            |

#### Religionszugehörigkeit
| Quelle: Historisches Ortslexikon |                                                                   |
| • 1885:                          | 18 evangelische (= 8,57 %), 192 katholische (= 91,43 %) Einwohner |
| • 1961:                          | 22 evangelische (= 7,48 %), 270 katholische (= 91,84 %) Einwohner |

## Politik
Für Alsberg besteht, ebenso wie für die anderen Stadtteile von Bad Soden-Salmünster, ein Ortsbezirk nach der Hessischen Gemeindeordnung. Im Ortsbeirat ist die GWL (3 Sitze) und die CDU (2 Sitze) vertreten. Ortsvorsteher ist Roland Huth (GWL)

## Infrastruktur

### Kindertagesstätte
Im Schlossbau, im nahen Hausen, findet seit 2021 eine neue Kindertagesstätte ihr Domizil. Beginnend mit einer Gruppe von 20 Kindern wird die Kita im Endausbau, 2022 vier Gruppen mit insgesamt 74 Kindern Platz bieten. Trägerin der Einrichtung ist die Stadt Bad Soden-Salmünster in Kooperation mit dem Christlichen Jugenddorfwerk Deutschland.

### Schulen
In Bad Soden befindet sich eine Grundschule. Der benachbarte Ortsteil Salmünster verfügt mit der Henry-Harnischfeger-Schule sowohl über eine Grundschule als auch eine integrierte Gesamtschule, die für das gesamte Umland zuständig ist.
An weiterführenden Schulen sind die Friedrich-August-Genth-Schule, eine (Kooperative Gesamtschule) in Wächtersbach, das Ulrich-von-Hutten-Gymnasium und das Grimmelshausen-Gymnasium in Gelnhausen zu nennen.

### Freiwillige Feuerwehr
Eine erste Löscheinheit in Alsberg ist für das Jahr 1877 belegt. Durch die Gebietsreform schloss sich die Wehr Alsberg der Freiwilligen Feuerwehr Salmünster, am 1. Januar 1970 als Löschgruppe an. 1985 wurde dann die Freiwillige Feuerwehr Alsberg gegründet. Es folgte am 10. Juni 2011 die Gründung einer Kinderfeuerwehr.
Heute verfügt die Einsatzabteilung der Freiwilligen Feuerwehr Alsberg über 17 Personen, die Jugendfeuerwehr über 8 Personen.
Die Einsatzschwerpunkte der Freiwilligen Feuerwehr Alsberg sind:
- Brandbekämpfung,
- kleinere technische Hilfeleistungen,
- Feuerwehr-Sanitäter (Voraushelfer).

### Gemeinschaftshaus
Die ehemalige, im Jahr 1929 erbaute Dorfschule von Alsberg dient heute als Gemeinschaftshaus.

## Verkehr und Wirtschaft

### Verkehrsanbindung

#### Straße
Die Landesstraße L 3179, dort Teil der Spessart-Höhenstraße, durchquert den Ort und bindet ihn an Seidenroth und den Spessart an. Aus Richtung Salmünster ist der Ort über die Kreisstraße 888 erreichbar. Im Ortsteil Salmünster liegt der Autobahnanschluss Bad Soden-Salmünster (AS 46) zur A 66, die mit Frankfurt und Fulda verbindet.

#### Bahn
Der nächste Bahnhof befindet sich in Salmünster an der Bahnstrecke Fulda–Frankfurt. Der nächste behindertengerechte Bahnhof liegt in Wächtersbach. Anschluss an Intercity (IC), Intercity-Express (ICE) gibt es in Fulda, Hanau und Frankfurt.

### Nahverkehr
Ganzjährig verkehren in Alsberg mehrere Buslinien des KVG. Sie schaffen mit den Linien MKK-94 und MKK-99 öffentliche Verkehrsanschlüsse zu allen Ortsteilen der Gemeinde Bad Soden-Salmünster aber auch zu den Nachbargemeinden Steinau an der Straße, Altengronau und Jossa. Es gilt der Tarif des Rhein-Main-Verkehrsverbundes.

### Wirtschaft
Schon der Ortsname Alsberg verweist auf die frühere wirtschaftliche Tätigkeit seiner Bewohner, die Herstellung von Holzkohle. Mit der Entdeckung einer Vielzahl von Pingen, als Eisenerzquellen, und schließlich dem Fund eines Rennofens der zur mittelalterlichen Eisengewinnung im benachbarten Seidenroth diente, wird auch der Abnehmer der Holzkohle klar. Da bei der Rennofentechnologie zur Gewinnung von einem Kilogramm Eisen insgesamt ca. 30 Kilogramm Holzkohle erforderlich waren, ist von einer relevanten Zulieferung von Holzkohle aus Alsberg auszugehen.
Heute ist Alsberg rein landwirtschaftlich geprägt.

## Kultur und Sehenswürdigkeiten

### Heilig-Kreuz-Kirche
Die heutige Wallfahrtskirche Heilig Kreuz (Kapellenweg), stammt aus dem Jahr 1893. Der Erbauer der Orgel Fritz Clewing (1851–1906) „war unter den Fuldaer Orgelbauern des 19. und 20. Jahrhunderts einer der bedeutendsten“.
Ein erster Vorgänger der Kirche, eine 1443 erwähnte Kapelle, war auch Begräbnisstätte der Herren von Hutten. 1513 wurde von Weihbischof Johannes Münster am gleichen Ort, zu Ehren des Hl. Kreuzes und der Vierzehn Nothelfer eine Nachfolgekirche eingeweiht. Damit begann die Wallfahrt nach Alsberg. „Im Zentrum der Verehrung steht eine Kreuzreliquie“. Damals zierte die neue Kirche ein spätgotisches Altarretabel, aus der mittelrheinischen Schule, von etwa 1470. Heute ist dieses Retabel in der Kirche Zur Schmerzhaften Mutter Gottes in Aufenau zu bewundern.
Die Wallfahrt führte 1707 zu einer wesentlichen Erweiterung durch einen Saalbau, dessen Kopf die ehemalige Kirche bildet. Die Kirche hat eine barocke Ausstattung.

### Religion und Brauchtum
In Alsberg wird wieder der alte Brauch des Rasselns in der Karwoche praktiziert, der seit Beginn des 16. Jahrhunderts in katholischen Gegenden Deutschlands bekannt ist. Während ab dem Gloria am Gründonnerstag die Kirchenglocken, aus Gründen der Trauer um die Gefangennahme und die Todesruhe Jesu, schweigen (müssen), übernehmen Kinder die „Weckrufe“ der Kirche für die Gläubigen, vor Andachtsbeginn. Das geschieht, indem sie rasselnd durch die Straßen ziehen. „Bei der Drehung der Rassel schnarrt eine sehr dünne Holzplatte über die Zähne eines hölzernen Zahnrads“. In anderen Dörfern der Region, wie etwa in Mernes oder im Freigericht tritt eine Holzklapper, bei der ein Hämmerchen auf ein Holzbrett klopft, an die Stelle der Rassel. Die kleinen Lärminstrumente wurden vielfach von den Kindern selbst gebastelt. Das Rasseln endet beim Gloria der Osternacht, dabei übernehmen wieder die Glocken und Glöckchen ihre liturgische Vorrangstellung.

## Sport und Freizeit

### Golf
In landschaftlich ausgezeichneter Lage, mit Blick auf Taunus, Vogelsberg und Rhön, betreibt der Golfclub Spessart seit 1974 in Alsberg einen 18-Loch Golfplatz. Hier werden regelmäßig auch überregionale Wettbewerbe ausgetragen. Im zugehörigen Clubhaus befindet sich ein Restaurationsbetrieb mit hohem Bekanntheitsgrad.

### Wandern

#### Europäischer Kulturweg

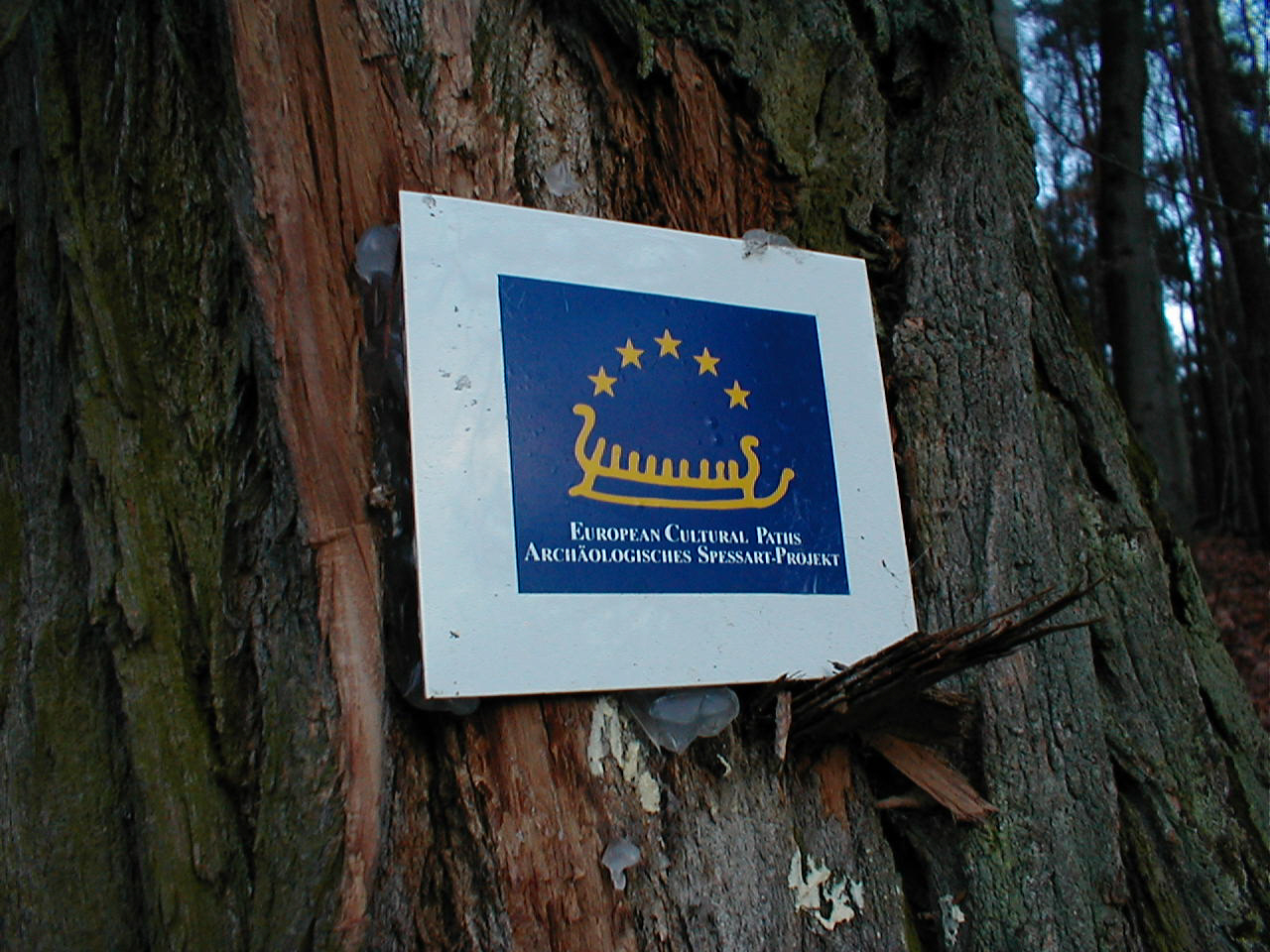
Hinweisschild der Europäischen Kulturwege des Archäologischen Spessart-Projekts

Auch Ausgangspunkt für interessante und kulturell hochwertige Wanderungen ist Alsberg geworden. Ab Sommer 2021 kann man hier auf dem Europäischen Kulturweg Weitblick, Wald und Wallfahrt wandern. Er wurde vom Archäologischen Spessartprojekt geplant, realisiert und mit informativen Tafeln ausgestattet. Er besteht aus zwei Wegschleifen, mit 2 bzw. 10 km Länge.

## Persönlichkeiten

### Persönlichkeiten mit Bezug zum Ort
- Josef Paul (1896–1960), Volksschullehrer und Heimatforscher. Auf ihn als Autor gehen zahlreiche heimatkundliche Aufsätze und ein Bauernroman zurück[27]